# Carol Tyler
Carol Tyler est une auteure de comics américaine.

## Biographie
Carol Tyler naît à Chicago en 1951 et grandit à Fox Lake dans l'Illinois. Dans les années 1960, elle est fan des Beatles et préside le fan club local. Ces années seront au cœur de son album autobiographique publié en 2018. ELle déménage à San Francisco et s'intègre au monde des comics underground. Elle y rencontre le dessinateur Justin Green. En 1987, son premier travail publié s'intitule Un-Covered Property et trouve sa place dans la revue Weirdo. Elle se spécialise dans le récit autobiographique et devient une personnalité majeure de la scène des comics indépendants. On retrouve alors ses récits dans des revues féministes comme Wimmen's Comix et Twisted Sisters. Durant les années 1990, elle participe à de nombreuses revues comme Drawn & Quarterly, LA Weekly ou Pulse. En 1993, Fantagraphics édite son premier album intitulé The Job Thing. Il faudra attendre 2005 pour qu'un second, Late Bloomer, suive. Il s'agit là d'une anthologie de courts récits publiées précédemment dans des revues. En 2009, elle commence une trilogie consacrée à son père You'll Never Know. Parallèlement à sa carrière de dessinatrice, Carol Tyler est professeur d'art à l'University of Cincinnati College of Design, Architecture, Art, and Planning de Cincinnati où elle réside. En 2018, elle sort un nouvel album autobiographique centré sur sa jeunesse dans les années 1960 et sa participation à la beatlesmania.

## Œuvres
- 1993 : The Job Thing
- 2005 : Late Bloomer
- 2009 : You'll Never Know
- 2018 : Fab Four Mania

## Récompenses
Prix Inkpot en 2010.